# 中川了滋
中川 了滋（なかがわ りょうじ、1939年12月23日 - ）は、日本の元裁判官、弁護士。石川県津幡町出身。元最高裁判所判事（2005年1月19日 - 2009年12月22日）。金沢大学法文学部10期生。金沢大学同窓会（北の都会）の東京支部長。東京都文京区在住。

## 略歴
- 1939年 石川県津幡町中山に七人兄弟の末子として生まれる。
- 1958年 石川県立津幡高等学校卒業。金沢大学法文学部へ進学。
- 1962年 金沢大学法文学部卒業。在学中に司法試験に合格。
- 1962年 司法修習生。
- 1964年 弁護士登録（第一東京弁護士会）。
- 1986年 第一東京弁護士会副会長および日本弁護士連合会常務理事に就任。
- 1988年 日本弁護士連合会機構改革委員会副委員長に就任。
- 1992年 日本弁護士連合会弁護士推薦委員会副委員長に就任。
- 1997年 第一東京弁護士会会長および日本弁護士連合会副会長に就任。
- 2005年 最高裁判所判事に就任。
- 2005年9月11日 最高裁判所裁判官国民審査において、罷免を可とする票4,999,929票、罷免を可とする率7.75%で信任[2]。
- 2008年 金沢大学より名誉博士号を授与される。
- 2009年 最高裁判所判事定年退官。
- 2011年 旭日大綬章を受章[1][3]。

## 担当審理

### 平成17年度
- 奈良騒音傷害事件
- 関西医科大学付属病院研修医賃金請求事件
- 成田ミイラ化遺体事件
- 小田急線連続立体交差事業認可訴訟

### 平成18年度
- 凍結精子東京訴訟
- 山梨県大月市議暴言侮辱事件
- 牧場経営夫婦強盗殺人放火事件

### 平成19年度
- 西松建設強制連行訴訟
- 熊本朝鮮会館行政訴訟
- 久保事件

### 平成20年度
- 高知白バイ衝突死事件（上告棄却決定、2008年8月20日）
- 三井環事件（上告棄却決定、2008年8月29日、裁判長）

### 大法廷判決に対する対応
- 平成17年9月11日において行われた衆議院総選挙の小選挙区の区割規定が憲法14条1項等に反していたか。意見（合憲）
- 衆議院議員小選挙区選出議員選挙について候補者届出政党と無所属候補者に対する選挙運動の差異を設けることは憲法14条1項等に反するか。多数意見（合憲）
- 国籍法3条1項は憲法14条1項に違反するか。多数意見（違憲）

### 小法廷判決に対する対応
- 2008年3月：袴田事件 - 再審請求棄却